# Тукан (река)
Тукан — река в России, протекает по территории Нефтеюганского района Ханты-Мансийского автономного округа. Река впадает в Соровское озеро, из которого берёт своё начало река Тарсап. Длина реки — 216 км, площадь водосборного бассейна — 2510 км².
Высота устья — 41,1 м над уровнем моря. Высота истока — 76,2 м над уровнем моря.

## Притоки
(указано расстояние от устья)
- 57 км: Чепырьега
- 72 км: Озёрная
- 76 км: Глухариная
- 112 км: Тартъега
- 140 км: Вельигль
- 159 км: Еловая
- Мелкая
- 183 км: Таёжная
- 189 км: река без названия
- Рогатый
- Тлеяутигль
- 201 км: Тлянкинигый
- Ай-Тлянкинигый
- Кулемъегартигый

## Данные водного реестра
По данным государственного водного реестра России относится к Верхнеобскому бассейновому округу, водохозяйственный участок реки — Обь от города Нефтеюганск до впадения реки Иртыш, речной подбассейн реки — Обь ниже Ваха до впадения Иртыша. Речной бассейн реки — (Верхняя) Обь до впадения Иртыша.